# Audacity
Audacity è un software per l'editing audio multitraccia e multipiattaforma, distribuito sotto la GNU General Public License. Il programma di base permette la registrazione di audio multitraccia, la loro modifica e il relativo mixaggio, inoltre grazie a plugin già inclusi è possibile intervenire su diversi parametri tra cui volume, velocità, intonazione, formato dei file salvati, normalizzazione, ecc.

## Descrizione
Le caratteristiche di Audacity lo rendono adatto sia per un uso domestico che in ambito semiprofessionale. Alcuni esempi di utilizzo possono essere: l'acquisizione da qualsiasi sorgente audio tramite computer e registrazione in tracce digitali, come per esempio la registrazione di voci e parti strumentali e il loro successivo mixaggio; la digitalizzazione di supporti analogici di vario genere, per esempio dischi in vinile o registrazioni analogiche su nastro; la rimozione di rumore di fondo dalle registrazioni e più in generale l'editing di audio digitale.
La versione 2.1.3 di Audacity è l'ultima a supportare ufficialmente il sistema operativo Windows XP e richiede una CPU con almeno istruzioni SSE2.

## Funzionalità
Alcune delle funzionalità di Audacity sono:
- registrazione e riproduzione mono, stereo e multitraccia;
- supporto per la lettura e la scrittura di diversi formati: WAV, MP3, Ogg Vorbis, AIFF, FLAC, Raw ecc.
- modifica mediante le operazioni taglia, copia, incolla ed elimina;
- modifica e mixaggio di un numero illimitato di tracce;
- modifica dell'intonazione senza variazioni di velocità e viceversa;
- rimozione dei rumori di fondo;
- equalizzazione;
- compressione, normalizzazione e amplificazione del segnale audio;
- vari effetti come eco, wha wha, phaser e riproduzione al contrario;
- esportare il lavoro in formato MP3 (l'operazione richiede il codec "Lame_enc.dll", con una versione LAME 3.94 o superiore).

Le funzionalità possono essere estese mediante l'aggiunta di ulteriori plugin scaricabili da Internet.

## Audacity nei media
- Nel film Paranormal Activity (2007) il protagonista Micah utilizza Audacity per elaborare l'audio delle sue rilevazioni ambientali.
- Nell'episodio Fantasmi della serie televisiva Il tredicesimo apostolo vengono utilizzate alcune funzionalità del programma al fine di rimuovere il rumore di rivelazioni ambientali.